# Pasco Banks
Pasco Banks fait référence à une formation géologique sous-marine dans l'océan Pacifique Sud, en Océanie, qui se présente sous la forme d'un haut-fond en forme de longue crête dont la profondeur varie de 200 m à moins de 30 m sous la surface de l'océan. Recouvert par endroits de récifs coralliens, le haut-fond attire de grands bancs de poissons-appâts, principalement des coureurs arc-en-ciel, qui sont eux-mêmes la proie des grands poissons prédateurs. Cette abondance de poissons fait des Pasco Banks un lieu de pêche populaire et fiable depuis des siècles pour les populations locales.

## Géographie et géologie
La formation de Pasco Banks est située à 13° 05' 00" de latitude sud et 174° 25' 00" de longitude ouest dans l'océan Pacifique, à peu près à mi-chemin entre les îles polynésiennes des Samoa et d'Uvea. Le haut-fond de Pasco Banks est une partie d'un mont sous-marin qui lui-même fait partie d'une chaîne volcanique qui s'étend de Tuvalu à l'ouest, jusqu'au volcan sous-marin Vailulu'u à l'est des Samoa américaines. Cette chaîne volcanique a été créée par l'activité du point chaud des Samoa, de la même manière que le point chaud d'Hawaï a créé l'archipel des îles hawaïennes.

## Découverte et pêche préhistorique

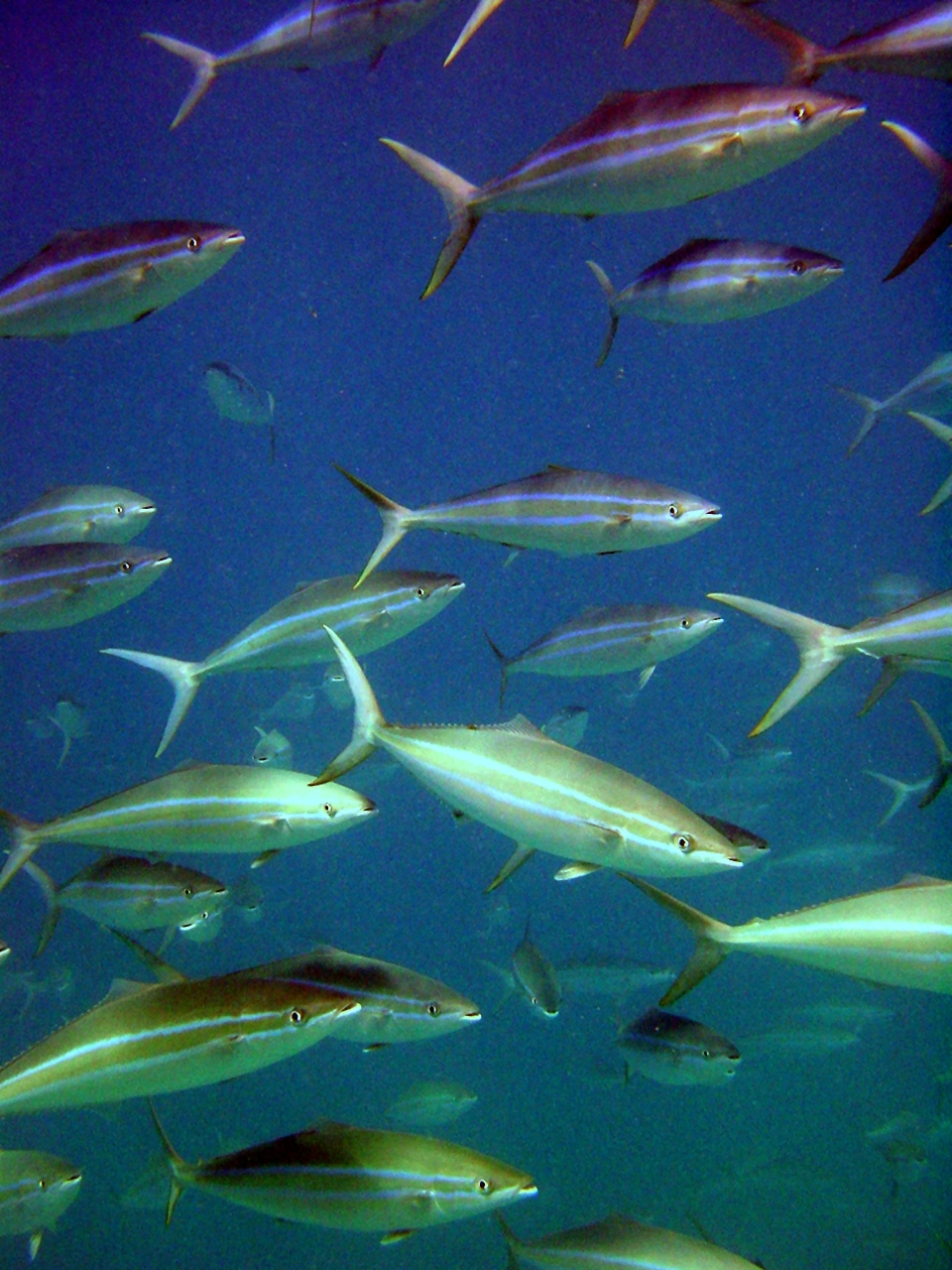
Un banc de coureurs arc-en-ciel.

Les marins Austronésiens, probablement des migrants Lapita ou proto-Polynésiens, sont les premiers humains à découvrir et à utiliser Pasco Banks. À l'époque précoloniale, les maîtres pêcheurs samoans (tautai en langue samoane ) conduisaient régulièrement des flottes de canots à double coque vers Pasco Banks pour des expéditions de pêche . Les petits canots utilisés pour la pêche à la traîne étaient transportés sur les ponts des plus grands canots à double coque. Ces expéditions de plus de 80 milles en pleine mer vers un récif entièrement submergé témoignent de l'expertise maritime des navigateurs océaniens. Les pêcheurs samoans chassaient les mêmes poissons prédateurs que les pêcheurs sportifs modernes, notamment le atu (thon listao), l'asiasi (thon à nageoires jaunes), le paala (thazard noir), le tagi (thon à dents de chien) et le sa'ula (marlin). Les pêcheurs samoans utilisaient également des filets pour pêcher les multitudes de petits poissons-appâts de Pasco Banks, en particulier le samani (coureur arc-en-ciel).

## Pêche historique
Alors que les Polynésiens pêchaient autrefois régulièrement sur Pasco Banks, la région est au XXIe siècle largement dépourvue d'entreprises de pêche commerciale. Le Département des pêches du Samoa signale plusieurs entreprises de pêche sur Pasco Banks après 1979, mais l'éloignement et les préoccupations concernant la rentabilité et la durabilité de l'activité ont entraîné l'abandon de la plupart des projets en 1985. 

## Pêche sportive moderne
Les expéditions de pêche sur Pasco Banks sont souvent organisées par l'intermédiaire d'entreprises privées basées aux Samoa et au Vanuatu. Les captures les plus abondantes sont le thon à dents de chien, le thazard noir, le thon listao, le marlin, le thon albacore et le voilier.